# Nikolaus von Hereford
Nikolaus von Hereford, eng. Nicholas Of Hereford, († um 1420 in der Kartause von Coventry) war ein englischer Bibelübersetzer, Lollarde und Reformator an der Seite von John Wycliffe.
Sein Name stammte wahrscheinlich aus der südwestenglischen Stadt Hereford. Er studierte an der Universität Oxford, wurde 1370 zum Priester geweiht und erwarb 1382 den Grad des Doktors für Theologie. Nikolaus kritisierte den Luxus der Kirche und bekräftigte das Recht eines jeden Christen durch lesen der Bibel zu seinem persönlichen Glauben zu gelangen.
Er wurde mit Wycliffe und anderen Lollarden für ihre Ansichten verurteilt und musste 1382 am Hof des Erzbischofs von Canterbury zum Widerruf erscheinen. Als sie sich weigerten ihre Ansichten zu widerrufen, wurden sie exkommuniziert.
Gegen die Exkommunikation legte er umgehend in Rom Berufung bei Papst Urban VI. ein, wurde jedoch abermals und nun zu lebenslanger Haft verurteilt. Während eines Volksaufstandes gegen den Papst im Juni 1385 konnte er entkommen und reiste zurück nach England. Nach seiner Rückkehr wurde er jedoch durch William Courtenay, den Erzbischof von Canterbury, erneut inhaftiert und seine Schriften wurden im Auftrag von König Richard II. von England beschlagnahmt und vernichtet.
1391 widerrief er schließlich seine kirchenkritischen Ansichten und wurde im selben Jahr zum Kanzler des Hereford Cathedral und im Jahre 1395 zu dem der St Paul’s Cathedral in London ernannt. Von 1397 bis 1417 war er Schatzmeister in Hereford. Wenige Jahre vor seinem Tod legte er sein Amt als Schatzmeisters nieder und trat in den Kartäuserorden ein. Sein einziges erhaltenes Werk, an dem er mitgearbeitet hat, ist die Wyclif-Bibel.